# تینکا میلینوویچ
تینکا میلینوویچ (به انگلیسی: Tinka Milinović) (زاده ۲۷ نوامبر ۱۹۷۳) خواننده بوسنیایی است.
او نماینده بوسنی و هرزگوین در مسابقه آواز یوروویژن ۲۰۰۶ بود.